# Oldřich František Korte
Pour les articles homonymes, voir Korte.
 (septembre 2014).
Si vous disposez d'ouvrages ou d'articles de référence ou si vous connaissez des sites web de qualité traitant du thème abordé ici, merci de compléter l'article en donnant les références utiles à sa vérifiabilité et en les liant à la section « Notes et références ».
Oldřich František Korte, (né à Salas, le 26 avril 1926, et mort à Prague le 10 septembre 2014) est un compositeur tchèque.

## Biographie
Né dans une famille d'un juge et d'une musicienne, Korte a montré son talent pour la composition de sa première enfance. Après l'école de grammaire, il a continué ses études de composition sous la direction F. Picha au conservatoire de Prague, interrompues au cours de la dernière année de la guerre, quand il a été emprisonné en Allemagne, et a reçu son diplôme en 1949. En même temps, il a étudié en privé la philosophie. Il n'est pas facile de tracer sa carrière suivante, caractérisée par des activités diverses de pianiste, critique, photographe, journaliste, acteur de film, écrivain, voyageur. Korte a aussi acquis une vaste expérience comme officier de syndicat, travailleur de ferme, forestier, ouvrier de construction, pompier, etc.
Comme pianiste, Korte a régulièrement joué ses propres compositions dans son pays et à l'étranger. Il s'est produit comme soliste dans des genres très différents, y compris le jazz : dans les années 60 il est apparu en tant que musicien dans plus de 3000 exécutions sur quatre continents.
Depuis 1945 il s'est consacré à l'écriture, notamment comme critique de musique de la presse quotidienne, scénariste, auteur d'une série de télévision (Pilgrimage to an Inner Message). Il a écrit pour la radio, la maison d'édition Supraphon, revues tchèques et étrangères. Il a organisé des conférences et des séminaires pour la jeunesse musicale tchèque et des séries d'écoles à l'étranger. Le succès le plus important dans cette activité est un livre de réflexions et d'essais sur les musiciens célèbres,  Legends in Our Midst.
Korte possède une connaissance intime du théâtre. Outre avoir été directeur artistique de la « Chorée Bohemica » en 1972-1974, il a participé dans les activités du théâtre « Magic Lantern » depuis la fondation de ce célèbre groupe expérimental de Prague. Pendant 30 ans Korte a collaboré, comme compositeur et conseilleur, avec le théâtre « Magic Lantern », le théâtre national de Prague, le Munchner Kammerspiele et le Folkteatern Goteborg.
Les compositions de Korte constituent une contribution significative à la musique d'après-guerre tchèque. Ses œuvres ne sont pas nombreuses et ont été écrites à de longs intervalles. Le compositeur n'est pas à la recherche des nouveautés dans la technique réelle, mais utilise son langage musical propre, cristallin. L'approche esthétique très singulière Korte était essentiellement déjà bien définie dans ses premiers travaux importants, commençant par sa Sinfonietta, avec laquelle il a reçu son diplôme du conservatoire de Prague en 1949, immédiatement présentée par l'orchestre Philharmonique tchèque sous Vaclav Neumann. Son enregistrement fut décrit comme « une découverte » 17 ans après par la Revue des disques de Paris.
Étant lui-même un pianiste d'exception, Korte s'est exprimé authentiquement en sa sonate pour piano, désormais considérée un classique. Il l'a joué lui-même dans les salles de concert et les studios de radio de beaucoup de pays européens et non-européens. En 1956, elle a reçu le prix spécial au concours de composition intitulé à Ferruccio Busoni à Bolzano, où elle a été jouée par Maurizio Pollini. Plus tard, elle est devenue l'une des compositions le plus fréquemment exécutées de la musique tchèque d'après-guerre.
Le drame symphonique romantique et tragique « The Story of the Flutes » a été exécuté à plusieurs reprises par l'Orchestre Philharmonique Tchèque, l'Orchestre de la Suisse Romande et plusieurs autres orchestres tchèques et étrangers, sous la direction, entre autres, de Karel Ancerl et Lovro von Matačić. C'est du même pour ses « Chansons de Troubadour », qui reflètent le charme que l'auteur ressente pour la période gothique et la Renaissance, et ses « dialogues philosophiques » pour violon et piano, présentés en première en 1978 par Josef Suk et Josef Hála.
L'opéra Les pirates du Fortunia, un musical pour adolescents qui adapte des éléments de la musique beat et pop sous une forme cyclique, est également caractéristique de son style. Dans une combinaison audiovisuelle d'action scénique et de playback quadriphonique il a été présenté avec succès en première par le Theater an der Wien en 1975.

## Œuvres

### Œuvres orchestrales
- Sinfonietta, pour grande orchestre (1945-47)
- The Story of the Flutes, drame symphonique (1949-58)
- Retrospects, Suite pour bois, harpe et percussion (1971)
- The Wonderful Circus, suite pour grand orchestre symphonique et orchestre de bois (1977)
- Canzona e ritornello per Musica Bohemica (1979)
- Mirroring,  six métamorphoses, pour grand orchestre (1981-84)
- Concerfo Grosso, pour trumpets, flutes, piano et cordes (1954-85)

### Musique de chambre et vocale
- Iniuria, suite pour piano (1942-44)
- The Drunkard s Moods, variations pour piano (1944)
- Excursion, cycle de compositions didactiques pour piano (1943-46)
- Snapshots, variations pour piano (1946)
- Five Dance Parodies, pour piano (1944-47)
- In Praise of Death, cycle de miniatures pour flautoletta et metallophone (1948)
- Three Canonic Dances pour hautbois et clavecin (1944-54)
- Dybl-Dabl-Rock pour voix et grande bande ou combo (1977)
- Ten Songs for Castle Chimes (1980)
- Sonata pour piano (1951-53)
- Chansons du Troubadour, pour solistes, chœur et groupe instrumental, sur textes originaux de XIIIe-XIVe siècles 1965)
- Dialogues Philosophiques, pour violon et piano (1961-75)
- Elihu contra Job, pour violon et piano (1992)
- Eben - Korte - Kalabis: Three Old Testament Frescoes pour violon et piano

### Œuvres pour le théâtre
- Orbis, Ballet (1943)
- Musique pour The Last de Maxime Gorki (1965-66)
- Musique pour Le Misanthrope de Molière (1968)

### Musique de théâtre et de film pour le «Laterna Magica»
- IInd Programme, variations (1959-60)
- The Wonderful Circus (1976-77)
- One Day It Happened in Prague.. . (1981-82)
- Les Pirates du Fortunia, musical pour jeunesse, libretto et textes de M. Gargula et P. Novotny (1970-73)